# Alicia
Alicia ist ein weiblicher Vorname.

## Herkunft und Bedeutung
Der Name entstammt als Form von Alice wahrscheinlich dem deutschen Vornamen Adelheid.

## Bekannte Namensträgerinnen
- Alicia Agneson (* 1996), schwedische Schauspielerin
- Alicia Alonso (1920–2019), kubanische Primaballerina, Ballettdirektorin und Choreografin
- Alicia Arango (* 1958), kolumbianische Politikerin und Diplomatin
- Alicia Armendariz (* 1958), US-amerikanische Sängerin und Autorin, siehe Alice Bag
- Alicia Asconeguy (1949–2020), uruguayische Malerin und Grafikerin
- Alicia Banit (* 1990), australische Schauspielerin, Tänzerin und Model
- Alicia Barnett (* 1993), britische Tennisspielerin
- Alicia Barrett (* 1998), britische Hürdenläuferin
- Alicia Blagg (* 1996), britische Wasserspringerin
- Alicia Borrachero (* 1968), spanische Film- und Theaterschauspielerin
- Alicia von Bourbon-Parma (1849–1935) letzte (Titular-)Großherzogin von Toskana
- Alicia Bridges (* 1953), US-amerikanische Sängerin und Textdichterin
- Alicia Comyn, 8. Countess of Buchan (* vor 1296; † vor dem 10. August 1349), schottische Adelige
- Alicia Coppola (* 1968), US-amerikanische Schauspielerin
- Alicia Coutts (* 1987), australische Schwimmsportlerin
- Alicia DeShasier (* 1984), US-amerikanische Speerwerferin
- Alicia Dickenstein (* 1955), argentinische Mathematikerin
- Alicia Dujovne Ortiz (* 1939), argentinische Journalistin und Schriftstellerin
- Alicia Dussán (1920–2023), kolumbianische Anthropologin
- Alicia Endemann (* 1988), deutsche Schauspielerin, Sängerin und Synchronsprecherin
- Alicia Gardener-Trejo (* ≈1985), britische Jazzmusikerin
- Alicia Garza (* 1981), US-amerikanische Bürgerrechtsaktivistin und Redaktionsschreiberin
- Alicia Giménez Bartlett (* 1951), spanische Schriftstellerin
- Alicia Goranson (* 1974), US-amerikanische Schauspielerin
- Alícia Homs Ginel (* 1993), spanische Politikerin
- Alicia Hurley (* 1988), kanadische Biathletin
- Alicia Kaye (* 1983), kanadische Triathletin
- Alicia Kennedy, Baroness Kennedy of Cradley (* 1969), britische Politikerin
- Alicia Kersten (* 1998), deutsche Fußballspielerin
- Alicia Keys (* 1981), US-amerikanische Soulsängerin
- Alicia Kinoshita (* 1967), japanische Seglerin
- Alicia Kirchner de Mercado (* 1946), argentinische Politikerin
- Alicia Kozameh (* 1953), argentinische Schriftstellerin
- Alicia Langer (* 1996), deutsche Handballspielerin
- Alicia de Larrocha (1923–2009), spanische Pianistin
- Alicia Levy (1963–2007), US-amerikanische Blues-Sängerin und Gitarristin
- Alicia V. Linzey (* 1943), US-amerikanische Biologin und Mammalogin
- Alicia Lourteig (1913–2003), argentinische Botanikerin
- Alicia Markova (1910–2004), englische Primaballerina
- Alicia McConnell (* 1962), US-amerikanische Squashspielerin
- Alicia Molik (* 1981), australische Tennisspielerin
- Alicia Monet (1964–2002), US-amerikanische Pornodarstellerin und Erotik-Tänzerin
- Alicia Moreau de Justo (1885–1986), argentinische Politikerin und Menschenrechtlerin
- Alicia Munnell (* 1942), US-amerikanische Wirtschaftswissenschaftlerin und Hochschullehrerin
- Alicia Nitecki (* 1942), US-amerikanische Autorin und Übersetzerin
- Alicia Ortuño (* 1976), spanische Tennisspielerin
- Alicia Partnoy (* 1955), argentinische Menschenrechtsaktivistin und Schriftstellerin
- Alicia Penalba (1913–1982), argentinisch-französische Bildhauerin
- Alicia Remirez (* 1965), spanische Filmproduzentin
- Alicia Rhett (1915–2014), US-amerikanische Schauspielerin
- Alicia Rio (* 1970), mexikanische Pornodarstellerin
- Alicia von Rittberg (* 1993), deutsche Schauspielerin
- Alicia Sacramone (* 1987), US-amerikanische Kunstturnerin und Weltmeisterin
- Alicia Silverstone (* 1976), US-amerikanische Schauspielerin
- Alicia Smith (* 1996), australische Tennisspielerin
- Alicia Steimberg (1933–2012), argentinische Schriftstellerin und Übersetzerin
- Alicia Boole Stott (1860–1940), britische Mathematikerin
- Alicia Terzian (* 1934), argentinische Komponistin, Dirigentin und Musikwissenschaftlerin
- Alicia Urreta  (1930–1986), mexikanische Pianistin und Komponistin
- Alicia Vikander (* 1988), schwedische Schauspielerin
- Alicia Villarreal  (* 1971), mexikanische Ranchera-Sängerin
- Alicia Leigh Willis (* 1978), US-amerikanische Schauspielerin
- Alicia Nicki Washington, US-amerikanische Informatikerin
- Alicia Witt (* 1975), US-amerikanische Schauspielerin und Musikerin